# Ost+Front
Ost+Front is een Duitse metalband, die tot de Neue Deutsche Härte gerekend worden. De band werd in 2008 opgericht door Patrick Lange (artiestennaam Herrmann Ostfront). Rammstein is een grote invloed op de muziek van de band.

## Ontstaan
Het brede publiek kon voor het eerst kennismaken met de band op het festival M'era Luna in 2011, waar de band optrad met zanger Chris L. (van de band Agonoize). Twee weken later verliet Chris L. de band echter al, waardoor Lange (die al speelde bij Corvus Corax, Tanzwut en Schelmish) de positie als zanger overnam. Dit vertraagde wel het uitbrengen van het debuutalbum. Dat album, Ave Maria, kwam uiteindelijk in 2012 uit.

## Discografie

### Studioalbums
- 2012: Ave Maria
- 2014: Olympia
- 2016: Ultra
- 2018: Adrenalin
- 2020: Dein Helfer in der Not

### Livealbums
- 2018: Live in Moskau

### Ep's
- 2013: Bitte schlag mich
- 2014: Freundschaft
- 2020: In der Hölle erfroren

### Singles
- 2011: Fleisch
- 2013: Liebeslied
- 2015: Sternenkinder
- 2017: Fiesta De Sexo
- 2017: Arm & Reich
- 2018: Adrenalin
- 2018: Heavy Metal
- 2020: Ikarus
- 2020: Schau ins Land